# Metrische Ergodizität
In der Mathematik ist metrische Ergodizität eine Verstärkung des Begriffs der Ergodizität.

## Metrische Ergodizität
Eine maßerhaltende Wirkung einer Gruppe {\displaystyle G} auf einem Maßraum {\displaystyle X} heißt metrisch ergodisch, wenn für jede isometrische Wirkung der Gruppe {\displaystyle G} auf 
einem separablen metrischen Raum {\displaystyle M} jede {\displaystyle G}-äquivariante Abbildung fast überall konstant ist.
Aus metrischer Ergodizität folgt Ergodizität durch Anwenden der Bedingung auf {\displaystyle M=\left\{0,1\right\}}.

## Relative metrische Ergodizität

### Definition
Eine äquivariante Abbildung {\displaystyle p\colon A\to B} zwischen Lebesgue-G-Räumen ist relativ metrisch ergodisch, wenn für jede äquivariante Borel-Abbildung {\displaystyle q\colon M\to V} mit einer faserweise isometrischen G-Wirkung und für alle äquivariante Abbildungen {\displaystyle f\colon A\to M,f_{0}\colon B\to V} mit {\displaystyle f_{0}p=qf} es eine äquivariante Abbildung {\displaystyle f_{1}\colon B\to M} mit {\displaystyle f_{1}p=f,qf_{1}=f_{0}} gibt.

### Eigenschaften
- Die Verknüpfung relativ metrisch ergodischer G-Abbildungen ist wieder relativ metrisch ergodisch.
- Wenn {\displaystyle gf} relativ metrisch ergodisch ist, dann trifft dies auch auf {\displaystyle g} zu, aber nicht notwendig auf {\displaystyle f}.
- Wenn die Projektion {\displaystyle A\times B\to B} relativ metrisch ergodisch ist, dann ist {\displaystyle A} metrisch ergodisch.
- Wenn {\displaystyle \Gamma } ein Gitter in einer Lie-Gruppe {\displaystyle G} ist, dann ist eine relativ metrisch ergodische {\displaystyle \Gamma }-Abbildung auch eine relativ metrisch ergodische {\displaystyle G}-Abbildung.